# Sinistro
Sinistro ist eine 2011 gegründete progressive Doom-Metal-Band aus Lissabon.

## Geschichte
Sinistro wurden 2011 in Lissabon gegründet. Das Debüt erschien im drauf folgenden Jahr über Raging Planet Records. Die drei am Debüt beteiligten Musiker, Schlagzeuger Paulo „P“ Lafaia, Bassist Fernando „F“ Matias und der Gitarrist und Sänger „Y“ traten unter den Anfangsbuchstaben ihrer Vornamen in Erscheinung, verwiesen jedoch auf weitere Projekte wie We are the Damned, Besta und Mourning Lenore, an welchen die einzelnen Musiker sich beteiligten. Das selbstbetitelte Debütalbum erschien als 2012 und wurde von Kritikern hoch gelobt. Mit dem 2013 erschienenen Album Cidade stieß die Schauspielerin Patrícia Andrade als Sängerin zur Gruppe.
Für das dritte Studioalbum wurde mit Ricardo „R“ Correia bereits 2014 ein zweiter Gitarrist in die Gruppe geholt. Das Album Semente erschien 2016 via Season of Mist, erlangte internationale Anerkennung und wurde vom portugiesischen Loud! Magazin zum Album des Jahres gewählt. Der Veröffentlichung schlossen sich internationale Auftritte an. Darunter eine gemeinsame Tournee mit Paradise Lost 2017 und Auftritte beim Roadburn Festival 2016 und beim Graspop Metal Meeting 2017. Die Auftritte wurden als besonders energiegeladen und ausdrucksstark gelobt. Insbesondere das Auftreten Andrades wurde hierbei hervorgehoben.
Zu den Aufnahmen des vierten Studioalbums schied „Y“ aus der Gruppe und wurde durch Rick Chain als Gitarrist ersetzt. Mit der Veröffentlichung von Sangue Cássia 2018 traten alle Bandmitglieder unter ihren vollen Namen auf. Zur Unterstützung der Veröffentlichung bestritt die Gruppe eine weitere Europatournee, diesmal vornehmlich im skandinavischen Raum.

## Stil
Die von Sinistro gespielte Musik wird dem Spektrum des Doom Metal zugerechnet. Dabei wird die Musik als besonders eigenständig und keinem konkreten Genre zuzuordnen beschrieben. Als wichtiger Aspekt der Musik gilt der von Patrícia Andrade eingebrachte Gesang, welcher in die Tradition des portugiesischen Vortraggesangs Fado gesehen wird. Darüber hinaus wird die Gruppe mit weiteren Genren assoziiert. So werden Stilbezeichnungen wie Alternative, Postrock, Post-Metal Progressive und Trip-Hop in Rezensionen angeführt und unterschiedliche Interpreten wie Portishead, Mogwai, Tool, dredg, Radiohead, Chelsea Wolfe, Darkher, Garbage, My Dying Bride und Candlemass als Vergleiche herangezogen. Die Gruppe bezeichnet den gespielten Stil hingegen als Doom Rock, räumt dabei in Interviews ein sich keinem Genre klar zuzuordnen. 

„Wir würden sagen, dass wir uns zwischen Doom, Metal und Rock bewegen. Vermutlich sind wir irgendwo in diesem ‚Trio‘, aber zugleich keinem der drei vollständig zugehörig im traditionellen Sinne. Vielleicht sind wir in einem ‚Niemandsland‘, an der Grenze.“

Die so gespielte Musik beschreibt die Gruppe als „massive Gitarrenwand die mit düsteren Keyboard-Schichten und einer emotionalen Gesangsperformance kombiniert“ wird. In Rezensionen wird häufig der Gesang als Ausdrucksstark und Emotional hervorgehoben. In Rezensionen wird dem Gesang als „universell Emotional“, „eindringlich Atmosphärisch“ und „charmante“ beschrieben, dieser „könne einem Sukkubus ähnlich sowohl Untergang als auch verführerische Erotik vermitteln.“
Die restliche Musik, insbesondere das als schleppend und roh assoziierte Gitarrenspiel wird im Kontrast zum emotionalen Gesang und melodiösen Keyboardarrangements gesehen. Die Keyboardarrangements werden dem Trip-Hop nahe gestellt. Dabei balancierte die Band anhaltend atmosphärische Gegensätze „Die Band beherrscht die Verschmelzung von Langsamkeit und Unruhe, von Klage und Wut, Schlichtheit und Stilbruch.“  Derweil der Kontrast zwischen den melodiösen Elementen Gesang und Keyboard gegenüber der gelegentlich dissonanten Instrumentierung. „Zwischendurch experimentieren Sinistro mit psychedelischen Klavier-Passagen, trümmern wahlweise mit aller Wucht auf die Tasten oder spielen liebliche Melodien. An anderer Stelle gibt es sägende Gitarren, die von ihrer Dissonanz an die nordische Kälte des Black Metal erinnern.“

## Diskografie
- 2012: Sinistro (Album, Raging Planet Records)
- 2013: Cidade (Album, Raging Planet Records)
- 2016: Semente (Album, Season of Mist)
- 2018: Sangue Cássia (Album, Season of Mist)